# Лентокрилка
Лентокрилка (Nemoptera sinuata) е дневен вид мрежокрило от семейство Nemopteridae.

## Разпространение и местообитание
Видът е разпространен в южния Балкански полуостров, по-специално в България, Източна Тракия, Гърция и Северна Македония. Обитава гори и открити тревни площи, като прелита и край речни дефилета.

## Описание
Лентокрилката е предимно дневно активна, чийто период на летене продължава от средата на май до края на юни. Появява се само ако условията са над 17°C със слаб или никакъв вятър.
Храни се предимно с цветен прашец, предимно от стенен игловръх (Alyssum murale), Cota austriaca и сбит равнец (Achillea coarctata).
Яйцата снася на земята, женските снасят до 70 яйца рано сутрин. Яйцата се излюпват след 23 – 25 дни. Ларвите са необичайни сред другите видове от семейството с това, че са предимно тревопасни, отхвърляйки други плячки на насекоми в полза на вода и зеленчуков сок.